# Рододендрон (пам'ятка природи, Устєріцьке лісництво)
Рододендро́н — ботанічна пам'ятка природи місцевого значення в Україні. Розташована в межах Рахівського району Закарпатської області, на південний схід від села Богдан. 
Площа 1 га. Статус надано згідно з рішенням облради від 23.02.1984 року № 253. Перебуває у віданні ДП «Рахівське ЛМГ» (Устріцьке лісництво, кв. 23). 
Статус надано з метою збереження місць зростання рододендрона східнокарпатського (народна назва — червона рута) на високогір'ї північної частини Мармароського масиву.